# Aeroportul Trat
Aeroportul Trat (IATA: TDX, ICAO: VTBO) este un aeroport din Tha Som⁠(d), Districtul Khao Saming, Provincia Trat, Thailanda ce deservește zona Provincia Trat. Aeroportul a fost tranzitat în 2017 de 95.406 pasageri. A fost deschis în 31 martie 2003.
Situat la o altitudine de 32 m, aeroportul dispune de o singură pistă. Este operat de Bangkok Airways⁠(d).